# El temor de un hombre sabio
El temor de un hombre sabio. Crónica del asesino de reyes: segundo día (título original: The Wise Man's Fear. The Kingkiller Chronicle: Day Two) es la continuación de El nombre del viento y pertenece a la serie Crónica del asesino de reyes. Es la segunda novela del escritor estadounidense y profesor adjunto de lengua y literatura inglesa en la universidad de Wisconsin Patrick Rothfuss. El libro, cuya primera edición data de 2011, ya cuenta con la vista buena de críticos de todo el mundo y su libro precedente ganó el Premio Pluma al mejor libro de literatura fantástica permitiendo a su autor dedicarse exclusivamente a la escritura. 

## Argumento
El temor de un hombre sabio empieza donde terminaba El nombre del viento: en la Universidad. En ella, Kvothe continúa con sus estudios y su ocupación de músico en Anker's, además de sus encuentros aleatorios con Denna. Sin embargo, debido a multitud de problemas, entre ellos tener que presentarse ante la ley del hierro y ser llevado a juicio, sus amigos le aconsejan dejar la Universidad un tiempo.
Kvothe deja la Universidad para ponerse en marcha hacia Vintas, donde un poderoso noble requiere sus servicios. Tras un desafortunado viaje llega a Severen, donde rápidamente se encuentra enredado en la política de la sociedad cortesana. Al intentar ganarse el favor del maer Alveron, Kvothe descubre un intento de asesinato, ayuda a cortejar a la amada del maer, y dirige un grupo de mercenarios con el fin de acabar con los bandidos que atacan los caminos por los que viajan los recaudadores de impuestos del acaudalado noble.
Una vez terminado con ellos, en una noche de luna llena, el grupo de mercenarios y Kvothe descubren a Felurian, ser antiguo e irresistible por cualquier hombre, perteneciente a innumerables historias. A pesar del miedo de sus acompañantes, Kvothe persigue a la mítica mujer, entrando así en el reino Fata, del que ningún hombre ha vuelto. Sin embargo, el ingenioso Ruh se las arregla para que Felurian le deje ir (a cambio de que vuelva con una canción para ella), dándole además una capa de sombras y una gran cantidad de experiencias amorosas.
Habiendo vuelto al mundo de los mortales, Kvothe acompaña a Tempi, mercenario adem, hacia Haert, donde aprende el legendario Ketan y consigue seguir el camino del Lethani con ayuda de su maestra Vashet, donde le dicen que después de tres años podría pelear igual que Tempi. Sin embargo Kvothe decide que es momento de volver a la tierra del maer. De camino, Kvothe libera a dos muchachas de manos de una falsa troupe de Ruh, poniendo de manifiesto su experiencia en combate recién adquirida.
Al llegar a Severen recibe su recompensa por los servicios prestados a maer Alveron, pero debido al odio de la esposa del este hacia los Ruh, se ve obligado a abandonar Vintas y volver a la Universidad, no sin antes haber recibido algunos favores de parte de Alveron. Allí se reencuentra con todos sus amigos, Simmon, Wil, Fela, Mola y Devi, con el maestro Elodin, a quien cuenta la historia de sus aventuras por el mundo Fata, y por último con Denna, a pesar de que el encuentro no termina del todo bien. 
Kvothe retoma sus estudios, y dado que el maer se comprometió a pagarle las matrículas, se ve por primera vez con dinero y con una serie de historias que pasan de boca en boca, las cuales hablan de un joven pelirrojo que invocó al rayo, regresó de los brazos de Felurian, y consiguió nombrar al viento. Su viaje cada vez parece que tiene algo más cerca la solución del misterio de los Chandrian, y su venganza.

## Recepción
La novela ha tenido buenas críticas y ventas, debutó colocándose primera en la lista de fantasía del New York Times. George R.R. Martin dijo en su blog que devoró la novela y que espera ya la siguiente. La revista Locus dijo que "The Wise Man’s Fear fairly leaps off the page, whatever the setting and circumstances." Publisher's Weekly' dijo que es un trabajo cumbre de literatura fantástica.